# USS Callaghan (DDG-994)
El USS Callaghan (DDG-994) es un destructor estadounidense, el segundo barco de la clase Kidd y el segundo buque de la Armada de los Estados Unidos en recibir el nombre del contraalmirante, Daniel J. Callaghan. Fue construido por Ingalls Shipbuilding y fue asignado el 29 de agosto de 1981.

## Diseño y construcción
Fue construido como un destructor y una similitud del diseño de la clase Spruance. Es el segundo buque de la clase Kidd de los cuarto en total. En 1976, el gobierno de Irán durante la Dinastía Pahlaví solicitó la construcción del buque con el número de casco (DDG-994) y con el nombre Daryush que proviene de la transliteración persa (داریوش), Darío I, se inició la construcción el 23 de octubre de 1978 por Ingalls Shipbuilding en la Estación Naval Pascagoula en Mississipi.  El 31 de marzo de 1979, el nuevo gobierno de Irán cancelo sin previo el contrato para la construcción de los buques de la clase Kidd. Mientras tanto, el Congreso de los Estados Unidos llegó una concluso mediante un debate de que se daría fondos para la compra de los buques y asignado a la Armada de los Estados Unidos en 1981.

## Servicio
Después de ser adquirido por la Armada en 1981, el buque fue traslado a la Base Aeronaval de North Island en San Diego.
El 1 de septiembre de 1983, estaba desplegado en el estrecho de malaca y realizaba una visita al puerto de Sasebo (Japón). El vuelo 007 de Korean Air Lines, que se dirigía de Anchorage (Alaska) a Seúl (Corea del Sur) con 269 pasajeros y tripulación, se desvió hacia el espacio aéreo soviético. Un caza Sukhoi Su-15 soviético fue enviado para destruir el Boeing 747 intruso. Tras el ataque, la tripulación del Callaghan fue llamada a filas y enviada a buscar supervivientes. Durante su reconocimiento del lugar del accidente, el Callaghan estuvo bajo un estrecho escrutinio de la Marina soviética, evitando por poco un conflicto abierto mientras participaba en su búsqueda. 
En 1998, se dio de baja por obsoleto.
El 2004, fue vendido a Taiwán.